# Józef Goetz

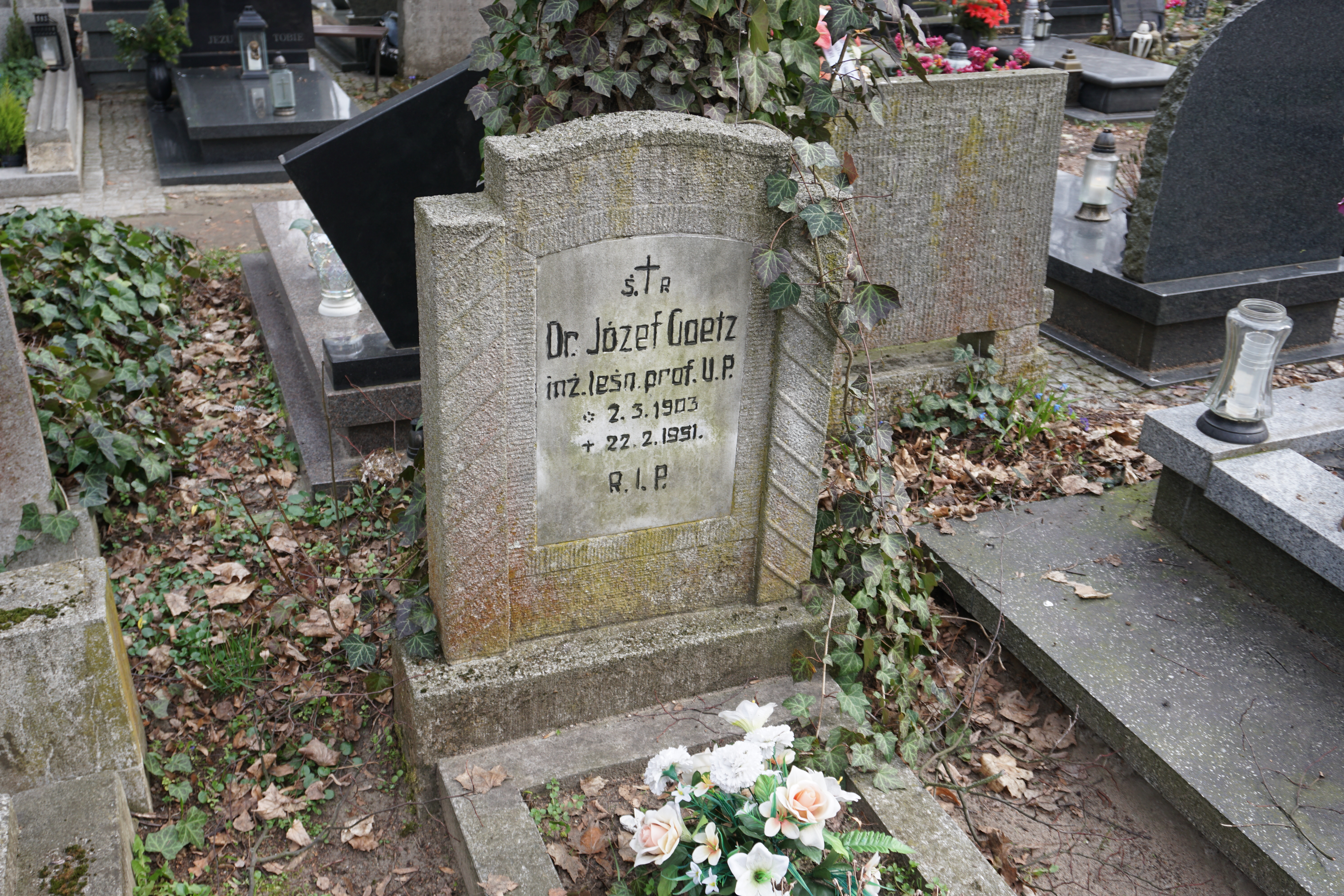
Grób prof. Józefa Goetza na cmentarzu Jeżyckim w Poznaniu (L-24-5)

Józef Goetz (ur. 2 marca 1903 w Korytach k. Raszkowa, zm. 22 lutego 1951 w Poznaniu) – botanik, leśnik, wykładowca Uniwersytetu Poznańskiego.

## Życiorys
Był synem Walentego (leśniczego) i Józefy z Wiencków. Ukończył Gimnazjum Męskie w Ostrowie Wielkopolskim, po czym odbył praktykę leśną w nadleśnictwach Sieraków, Wanda i Durowo. W latach 1924–1928 studiował na Wydziale Rolniczo-Leśnym Uniwersytetu Poznańskiego, uzyskując dyplom inżyniera leśnika. Od 1927 był asystentem w Katedrze Botaniki Leśnej tejże uczelni. Opublikował w tym okresie kilkanaście prac z drzewoznawstwa i geografii lasów. W 1933 obronił doktorat nauk leśnych i został nadleśniczym lasów majątku Kościelskich w Miłosławiu. W 1935 przeszedł na stanowisko dyrektora dóbr i lasów miasta Torunia, na którym pozostał do 1949 (z przerwą w okresie wojennym). Doprowadził do wysokiego poziomu zadrzewienie i kwietniki toruńskie.
Uczestniczył w walkach w kampanii wrześniowej 1939, 22 września trafił do niewoli niemieckiej. Dla współwięźniów z obozu jenieckiego prowadził zajęcia z botaniki leśnej, biologii lasu i hodowli lasu. Po wojnie kontynuował pracę w Toruniu. We wrześniu 1949 powrócił na Uniwersytet Poznański w charakterze adiunkta w Katedrze Botaniki Leśnej. Od września 1950 był zastępcą profesora na Wydziale Rolno-Leśnym i kierownikiem katedry. Brał udział w pracach organizacyjnych Ogrodu Dendrologicznego na Sołaczu. Działał w poznańskim oddziale Polskiego Towarzystwa Biologicznego.
Ogłosił łącznie 16 prac z botaniki leśnej oraz 23 artykuły z faunistyki i łowiectwa (m.in. Rozmieszczenie brekini w Polsce Zachodniej, 1928; Buk w Poznańskiem na wschodnim pograniczu swego rozmieszczenia, 1933). Redagował pisma łowieckie – w latach 1947–1949 "Pomorski Biuletyn Łowiecki", w 1948 jednodniówkę „Łowiectwo na Pomorzu”.